# Poul Svendsen
Poul Verner Svendsen, född 21 april 1927 i Köpenhamn, död 2 januari 2024, var en dansk roddare.
Svendsen blev olympisk bronsmedaljör i tvåa med styrman vid sommarspelen 1952 i Helsingfors.